# Lamor
Lamor es una empresa familiar finlandesa que centra en servicios y productos medioambientales. En el año 2020, en Lamor se distinguían tres áreas principales de negocio: respuesta a derrames de petróleo, administración de residuos y tratamiento de agua.
Los productos Lamor se utilizan en más de cien países. Además, la compañía cuenta con filiales en Arabia Saudí, Bolivia, China, Colombia, los Estados Unidos, Gran Bretaña, Guyana, India, Kazajistán, Omán, Perú, Rusia, Turquía y Ucrania.
El propietario principal de Lamor Corporation Ab es el Larsen familia. La denominación de la empresa, Lamor, es un acrónimo formado por las palabras: Larsen Marine Oil Recovery.

## Historia

### 1982–1999

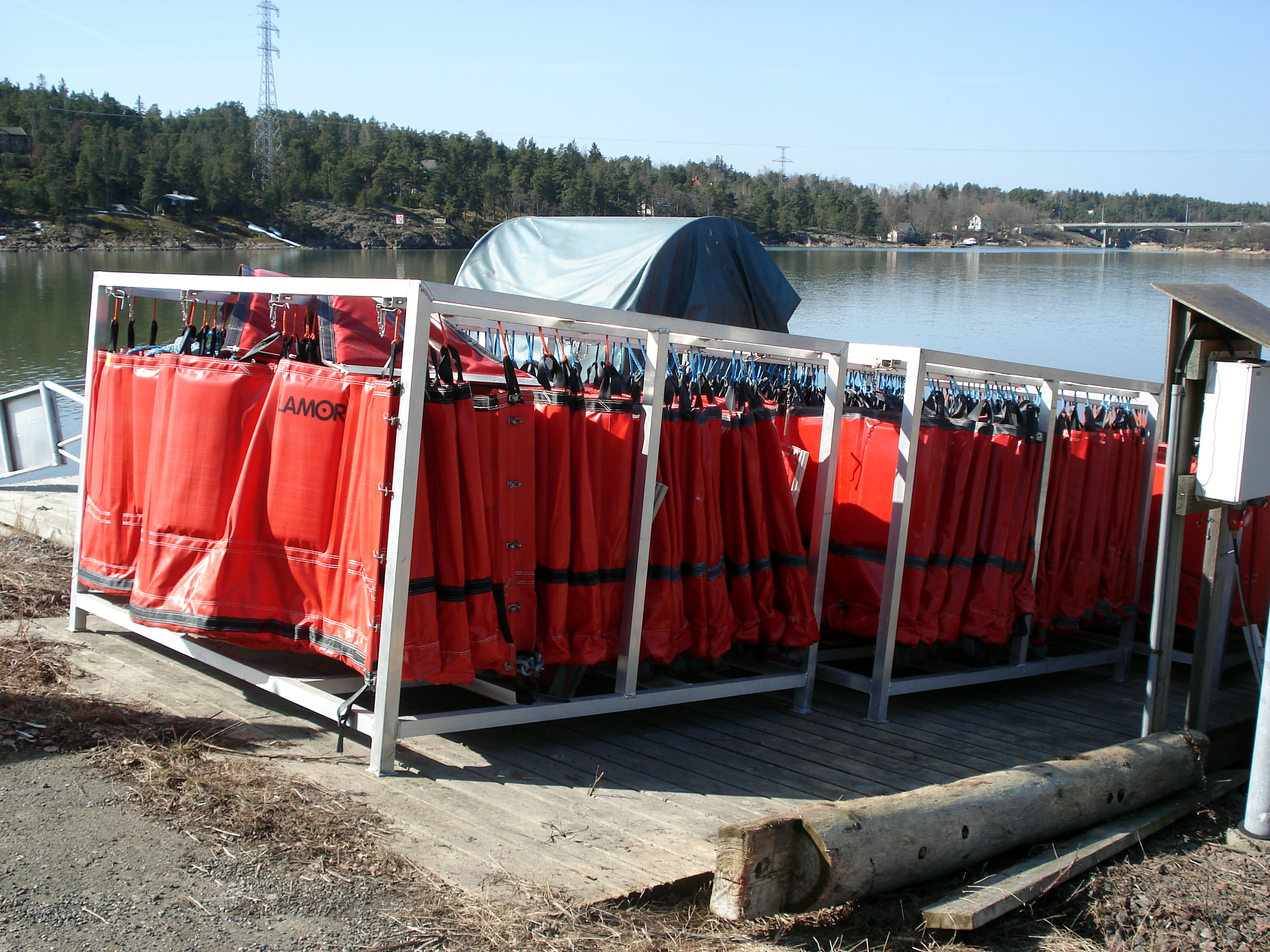
Barreras de contención de petróleo fabricadas por Lamor, Puerto de Naantali.

Lamor, especializada en el sector naviero, se fundó en 1982. Los orígenes de Lamor proceden de la naviera y astillero Oy Böge Larsen Ab, cuyo propietario, Böge Larsen, vendió la mayor parte de su empresa a Starckjohann-Telco en el mismo año. El departamento de embarcaciones, Larsen Marine Ab, siguió siendo propiedad de la familia, y Bent Larsen, hijo de Böge Larsen, fue designado director gerente. Al principio, Larsen Marine ofrecía servicios de almacenamiento para pequeñas embarcaciones durante la época invernal y de reparación de barcos.
Por aquel entonces, Lamor subcontrataba la fabricación de la totalidad de sus productos y, a comienzos de los ochenta, contaba solo con tres empleados que se encargaban de las ventas y la comercialización. Lamor recogió ideas de productos de clientes potenciales, entre otros.
Después del shipyard crisis del temprano 1990s y el derrumbamiento de la Unión soviética Lamor a orientar su línea de negocio hacia la respuesta a derrames de petróleo, aprovechando que la empresa había desarrollado y patentado un skimmer de cepillos. Por ejemplo el Ministerio finlandés de Medio Ambiente compró a Lamor el equipo de respuesta a derrames de petróleo para el Baltic países. También se vendió el equipo a Polonia y Suecia.
En 1995, la compañía acortó su nombre comercial a Lamor.

### 2000–2009

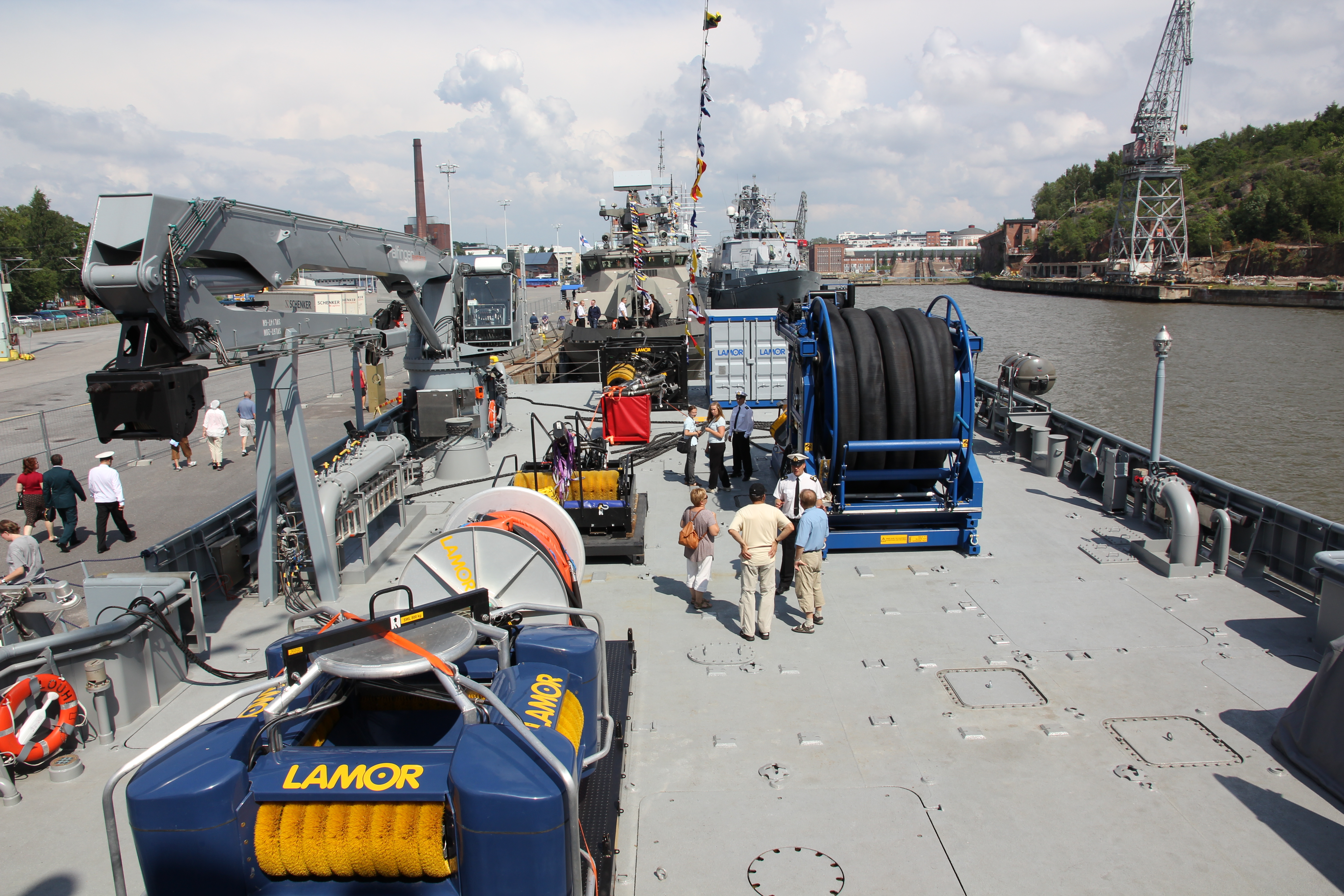
El buque finlandés de recuperación de petróleo, Louhi con el equipo de respuesta a derrames de petróleo fabricado por Lamor en la cubierta.

En 2002, Lamor tenía 18 empleados. Los principales productos de la compañía eran barreras de contención para petróleo, equipos de recuperación, bombas y buques de recuperación de petróleo. En agosto, adquirió el negocio de su competidor: LMP Patents Ltd Oy establecida en Loviisa, también enfocada en el sector de respuesta a derrames de petróleo y con aproximadamente 150 patentes relacionadas con medidas de respuesta. Lamor compró además la compañía británica GT Pollution Tech Ltd, especializada en diferentes tipos de equipos de respuesta a derrames. Gracias a estas adquisiciones, Lamor se convirtió en el mayor proveedor de equipos de respuesta a derrames de petróleo del mundo. La facturación de Lamor ascendía aproximadamente a 13 millones de euros.
En 2004, a los dos años de abrirse la filial china, Lamor inauguró una nueva filial en EE. UU. La compañía pasó a ser la principal proveedora de sistemas de respuesta a derrames de petróleo en China.
En 2005, Lamor firmó un acuerdo para la protección medioambiental de la zona más importante de producción petrolera de Rusia. Las operaciones empresariales de la compañía rusa Yukos Service Ecologia, que anteriormente se había responsabilizado de la protección medioambiental en la zona de producción de petróleo de Nefte Yugansk, se transfirieron a Lamor, junto con sus 250 empleados, equipos y red de operaciones.
En enero de 2006, Bent Larsen, CEO de Lamor Corporation Ab, anunció el nuevo concepto desarrollado por Lamor, según el cual, el equipo de respuesta a derrames de petróleo estaría centralizado a modo de reservas en un centro de respuesta regional, que podría alquilarse o venderse a los clientes. Se empezaron a buscar empresas navieras, compañías petroleras y otros operadores que trabajaran en el sector para financiar el concepto. El centro de respuesta a derrames de petróleo sería propiedad de una empresa fundada específicamente para este fin, cuyos accionistas podrían ser, por ejemplo, fabricantes de equipos de este sector, empresas que hagan uso de estos servicios e inversores externos. El centro también se ocuparía de capacitar al personal necesario para ponerse al frente de la respuesta a los derrames de petróleo. En el mes de febrero, Lamor ofreció al Ministerio de Medio Ambiente finlandés un acuerdo para mejorar la capacidad nacional de respuesta a los derrames de petróleo. El citado Ministerio y Sitra (Fondo de Innovación de Finlandia) encargaron un estudio a terceros para evaluar el proyecto. Lamor tenía sus propias oficinas comerciales en China, Inglaterra, India, EE. UU. y Rusia y contaba con una red de cerca de 200 subcontratistas, la mayoría de los cuales se ubicaban al sur de Finlandia. Había centralizado la mayor parte de las compras en torno a diez de sus subcontratistas más importantes. La marca Lamor se utilizó para vender cientos de versiones de productos, desde buques de recuperación de petróleo hasta lámparas purificadoras. El skimmer de cepillos para el petróleo, basado en la patente y el diseño propios de la compañía, se vendió para usos en alta mar. En septiembre de 2006, Lamor separó sus operaciones de negocios en diferentes empresas. Lamor Corporation Ab y sus filiales se enfocaron en el desarrollo y la venta de equipos y sistemas de respuesta a derrames de petróleo. La nueva empresa, Clean Globe International Ltd, asumió las riendas de los centros de respuesta a derrames de petróleo y de los proyectos de protección medioambiental. Al mismo tiempo, se transfirió la subcontratación de los equipos de respuesta a derrames de petróleo y de otros equipos a una empresa independiente: Lamor Technics, cuyos principales accionistas eran Lamor Corporation Ab y Factorix Oy, ubicada en la ciudad de Porvoo.
En diciembre de 2007, Lamor compró Tarwell Oy a Raisio.
En marzo de 2008, Lamor creó una empresa conjunta con Swire Pacific Offshore: Lamor Swire Environmental Solutions, y entre otros proyectos, llevó a cabo la capacitación de 1500 marinos de Swire Pacific en el área de respuesta a derrames de petróleo. En abril, Clean Globe International, parte del Grupo Lamor, adquirió una participación del 26 % en Ecoshelf Sahalin, una compañía de protección medioambiental establecida en el ruso Isla de Sajalín. 
Además de dar respuesta a derrames de petróleo, Ecoshelf se especializa en la gestión de residuos y otros servicios de protección medioambiental. En ese momento, la compañía facturaba aproximadamente 20 millones de euros y tenía 200 empleados. En mayo, Lamor adquirió la sociedad estadounidense Hyde Marine Inc., dedicada a la fabricación de sistemas y equipos para evitar la propagación de fauna y flora marina nociva a consecuencia de las aguas de lastre de las embarcaciones. En el mes de octubre, Lamor adquirió Slickbar Products, con sede en EE. UU. Durante el periodo contable con fecha de cierre de junio de 2008, Lamor facturó 36 millones de euros.  El mayor mercado de Lamor era Rusia, donde se concentraba el 40 % de la facturación. En 2008 falleció Bent Larsen, que durante mucho tiempo había sido CEO de Lamor.
En 2009, la Junta del Grupo Lamor designó internamente a Kent Björklund CEO del Grupo. El Grupo en ese momento tenía unos 100 empleados, a los que hay que añadir la red de producción mundial, integrada por aproximadamente otras 200 personas.<undefined />

### 2010–
En abril de 2010, la plataforma petrolera de BP, Deepwater Horizon, explotó en el golfo de México, tras lo cual se llamó a Lamor para que entrara en escena. Ese verano, más de 400 unidades de recuperación de petróleo partieron de Finlandia como carga aérea en dirección a la costa de Luisiana. Para esta tarea, se suministraron cientos de kilómetros de barreras de contención desde la planta china de Lamor y también se entregaron equipos desde otros cuatro centros de Lamor situados en Inglaterra, Omán, Dubái y EE. UU. De todas las unidades de recuperación de petróleo que utilizó BP, el 60 % fue suministrado por Lamor. En el peor momento del desastre del golfo de México, Lamor, simultáneamente, se encontraba gestionando otros cuatro derrames menores de petróleo en China, Singapur, Egipto y EE. UU., concretamente en Míchigan. Este accidente provocó cierta modificación en la estructura corporativa de Lamor, y de ahí surgió la fusión entre Lamor Group y Lamor Corporation, convirtiéndose Fred Larsen en CEO de la nueva compañía. Björklund siguió siendo CEO de la sociedad filial, Lamor Technics.
En 2011, Lamor participó en un concurso organizado por la fundación de X-Price, dirigido a empresas que desarrollan tecnologías de respuesta a derrames de petróleo. Había diez finalistas, mitad de Europa y la otra mitad estadounidenses. Mediante este concurso, la fundación quiso estimular a las empresas a invertir en investigación y desarrollo de productos. A nivel global, había cuatro empresas importantes de respuesta a derrames de petróleo y, de ellas, Lamor era la mayor de todas. El tamaño del mercado era de aproximadamente 300 millones de euros, y dentro de él también operaban decenas de empresas más pequeñas.
En agosto de 2012, Etteplan y Lamor anunciaron que desarrollarían conjuntamente un innovador sistema de skimmer para tareas de respuesta a derrames de petróleo. En el nuevo sistema de respuesta a derrames de petróleo destacan un skimmer, un mecanismo de izado del skimmer, un equipo de montaje y brazo, todo ello integrado en un contenedor móvil de unos 6 metros y apto para instalarse en la cubierta plana de cualquier buque. Los sistemas de skimmer anteriores se habían diseñado como instalaciones fijas en buques específicos de recuperación de petróleo.
En 2015, Lamor invirtió en la compañía ecuatoriana Corena, conocida por sus servicios medioambientales.
En marzo de 2016, Lamor firmó un acuerdo de cooperación con la compañía noruega Markleen, especializada en la recuperación de petróleo en alta mar. TEn este mismo año, Lamor fundó una empresa derivada, Hailer, encargada de producir una plataforma digital para la gestión de las relaciones con los clientes (CRM).
En la primavera de 2017, Lamor y la compañía energética estatal rusa Rosneft firmaron una carta de intenciones para evaluar el potencial de la ubicación del equipo de respuesta a derrames de petróleo de la zona ártica en Rusia. El objetivo común de las partes era empezar a producir de forma conjunta un equipo de respuesta a derrames de petróleo, barreras de contención y otros equipos y componentes en Rusia.
En abril de 2018, Lamor Corporation anunció su intención de comprar a la compañía Meritaito Oy las operaciones empresariales relacionadas con el equipo de respuesta a derrames de petróleo de SeaHow.
En febrero de 2020 Lamor integró en sus áreas de negocio la gestión de residuos y el tratamiento de agua, que se unirían a su consolidada experiencia en respuesta a derrames de petróleo. En marzo, la filial de Lamor, Corena Group Ab, se fusionó con la sociedad matriz, Lamor Corporation. En el mes de diciembre, Lamor Corporation se convirtió en una de las cuatro empresas seleccionadas dentro del proceso de licitación sobre motores de crecimiento organizado por Business Finland, la organización para la innovación del Gobierno de Finlandia. Las empresas seleccionadas, en el ámbito de su red, persiguen un nuevo modelo de negocio basado en la innovación por un valor mínimo de mil millones de euros. Este grupo de empresas recibió un préstamo gubernamental de capital para permitir a las compañías de plataforma desarrollar su ecosistema. En su proyecto, Lamor tratará de buscar soluciones para reducir los residuos en el agua, focalizándose en desembocaduras al mar.

## Organización
La sede de Lamor está en Finlandia. La compañía cuenta con 10 filiales distribuidas por distintas partes del mundo, a saber: Bolivia, Brasil, China, Colombia, los Estados Unidos, Gran Bretaña, Omán, Perú, Turquía y Rusia. Para el año 2020, Lamor planeó abrir nuevas filiales en Guyana, India, Arabia Saudita y Senegal. Lamor emplear a un total de 350 personas.
Desde los años ochenta, Lamor ha desarrollado sus modelos de negocio dentro de una red empresarial. Fundada en 2016, la empresa derivada de Lamor, Hailer, ha desarrollado una plataforma digital para gestionar las relaciones con los clientes (CRM). En 2019, en su sede de Rihkamatori, la compañía se sumó al concepto del coworking, según el cual personas de diferentes empresas trabajan en un espacio común que comparten. En 2020, la compañía empezó a dirigir su negocio hacia economía de plataformas y ecosistema modelos empresariales. Lamor Corporation opera como una compañía de plataforma, desarrollando el negocio de su ecosistema, por ejemplo, en purificación del agua.

## Productos y servicios

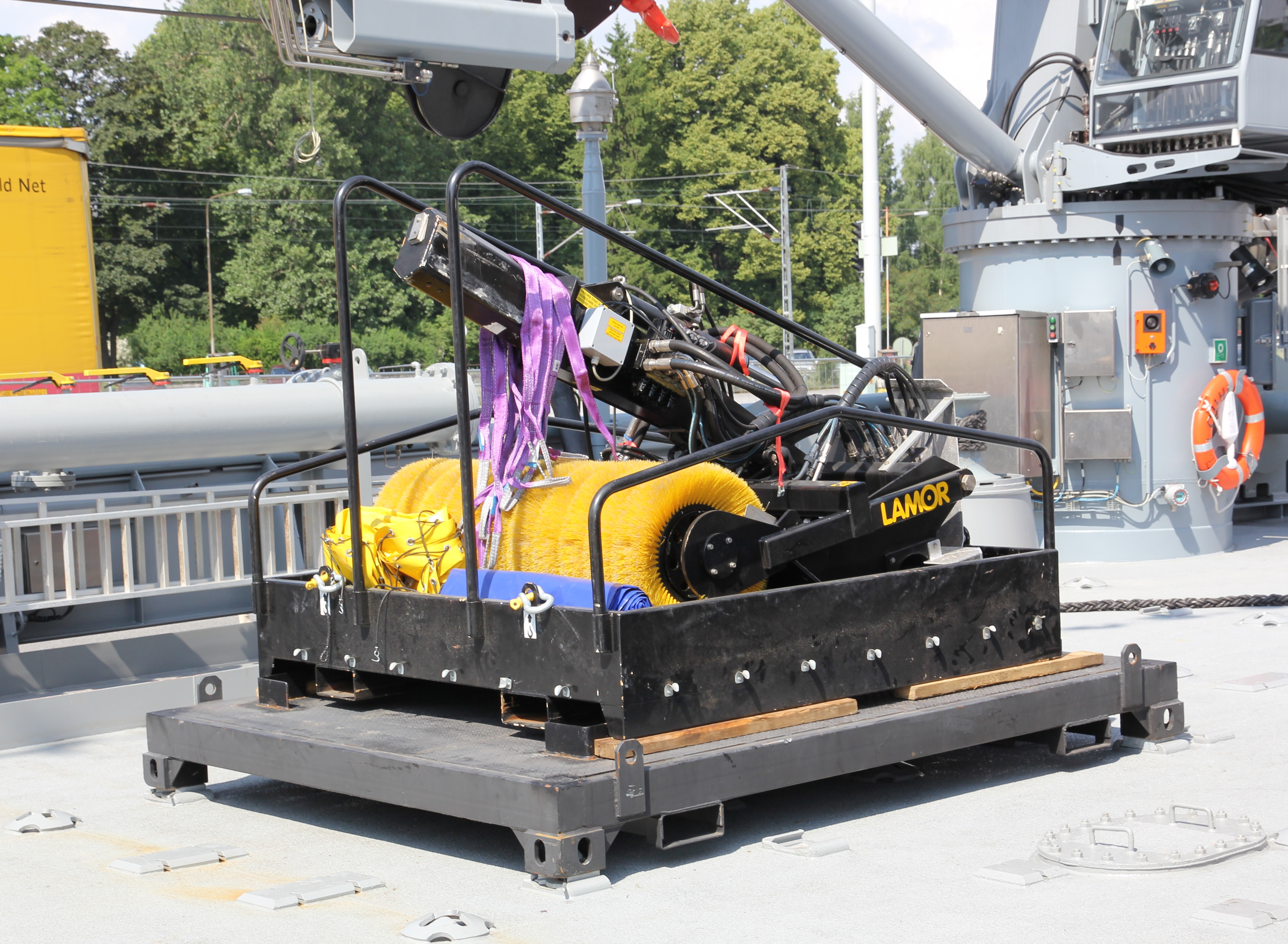
Louhi Cubo de cepillo Louhi (cubo de recuperación de petróleo de Lamor).

En 2020, las áreas principales de negocio de Lamor eran tres: respuesta a derrames de petróleo, gestión de residuos y tratamiento de agua. Para 2016, más de 800 productos diferentes componían la cartera de Lamor, muchos de los cuales estaban patentados. Lamor diseña los productos que luego son manufacturados por una extensa red de subcontratistas.
Lamor ha inventado soluciones técnicas sencillas para la recuperación del petróleo derramado en el mar como le skimmer de cepillos. En 2018, Lamor estuvo al frente de aproximadamente el 40 % de todas las necesidades del mercado mundial de respuesta a derrames de petróleo y operó en 94 países.
Lamor ha suministrado equipos de respuesta a derrames de petróleo a, entre otros, los puertos petroleros de Primorsk y Vysotsk, así como a los yacimientos petrolíferos siberianos, donde también ha participado en operaciones de recuperación de petróleo y rehabilitación del suelo.
Lamor intervino además en las operaciones de limpieza del desastre petrolero ocurrido en el golfo de México en 2010, donde suministró el 60 % de los equipos de recuperación de petróleo que se utilizaron en la zona. En el año 1989, Lamor formó parte de las operaciones de respuesta al derrame de petróleo provocado por el petrolero Exxon Valdez .

## Reconocimientos
- En 2003, la región finlandesa de Uusimaa reconoció a Lamor como “Empresa del año”.[33]
- En el año 2004, Lamor Corporation Ab recibió el Premio al emprendimiento nacional de 2004 así como el Premio a la internacionalización de manos del presidente de la República.[11][34]